# Qualea rigida
Qualea rigida är en tvåhjärtbladig växtart som beskrevs av Stafleu. Qualea rigida ingår i släktet Qualea och familjen Vochysiaceae. Inga underarter finns listade i Catalogue of Life.